# Hugh McCulloch
Pour les articles homonymes, voir McCulloch.
Hugh McCulloch, né le 7 décembre 1808 à Kennebunk (Maine) et mort le 24 mai 1895 dans le comté du Prince George (Maryland), est un banquier et homme politique américain. Membre du Parti républicain, il est secrétaire du Trésor entre 1865 et 1869 dans l'administration du président Abraham Lincoln puis dans celle de son successeur Andrew Johnson et entre 1884 et 1885 dans l'administration du président Chester A. Arthur.

## Biographie
Né à Kennebunk, dans le Maine, a fait sa scolarité à Bowdoin College, puis étudie le droit à Boston, avant de devenir juriste en 1833 à Fort Wayne (Indiana), où il est directeur local de la Bank of Indiana, puis son président. Il fait carrière à la direction, jusqu'à elle disparaisse en 1859, lorsque ses billets de banque sont échangés contre ceux de l'État fédéral. De 1857 à 1863, il dirige la banque privée qui a pris sa succession sous le même nom.
Six ans après, il devient secrétaire du Trésor des États-Unis grâce à son influence auprès des banques. Inquiet des risques d'inflation après le doublement des prix lors de la guerre de Sécession, il est convaincu de la nécessité d'une politique monétariste. Il obtient du Congrès des États-Unis le vote du Contraction Act, prévoyant le retrait de 10 millions de dollars de billets en six mois, puis de 4 millions de dollars par mois, ce qui se traduit au total par une contraction monétaire de 44 millions de dollars et une récession dès 1867.